# Конор Ніланд
Конор Ніланд (нар. 19 вересня 1981) — колишній ірландський тенісист.
Найвищу одиночну позицію світового рейтингу — 129 місце досяг 6 грудня 2010, парну — 770 місце — 23 серпня 2010 року.
Завершив кар'єру 2012 року.

## Фінали ATP Челленджер і ITF Ф'ючерс

### Одиночний розряд: 14 (8–6)
| Легенда              |
| -------------------- |
| ATP Челленджер (3–0) |
| ITF Ф'ючерс (5–6)    |

| Фінали за покриттям |
| ------------------- |
| Тверде (4–3)        |
| Ґрунт (3–2)         |
| Трава (0–0)         |
| Килим (1–1)         |

| Результат | В-П | Дата     | Турнір                         | Рівень     | Покриття | Суперник         | Рахунок                 |
| --------- | --- | -------- | ------------------------------ | ---------- | -------- | ---------------- | ----------------------- |
| Перемога  | 1–0 | Сер 2006 | Велика Британія F12, Рексем    | Ф'ючерс    | Тверде   | Ріккардо Гедін   | 6–3, 2–6, 6–3           |
| Поразка   | 1–1 | Жов 2006 | Велика Британія F16, Глазго    | Ф'ючерс    | Тверде   | Річард Блумфілд  | 3–6, 6–7(5–7)           |
| Перемога  | 2–1 | Бер 2007 | Хорватія F4, Врсар             | Ф'ючерс    | Ґрунт    | Корнель Бардоцкі | 6–4, 6–4                |
| Поразка   | 2–2 | Кві 2007 | Хорватія F5, Ровінь            | Ф'ючерс    | Ґрунт    | Марко Ткалець    | 4–6, 5–7                |
| Поразка   | 2–3 | Вер 2007 | Велика Британія F17, Ноттінгем | Ф'ючерс    | Тверде   | Мартін Фішер     | 4–6, 3–6                |
| Поразка   | 2–4 | Кві 2008 | Велика Британія F6, Ексмут     | Ф'ючерс    | Килим    | Джошуа Гудолл    | 4–6, 6–7(3–7)           |
| Перемога  | 3–4 | Тра 2008 | Велика Британія F7, Борнмут    | Ф'ючерс    | Ґрунт    | П'єр Метеньє     | 7–5, 6–0                |
| Перемога  | 4–4 | Чер 2008 | Ірландія F2, Лімерик (місто)   | Ф'ючерс    | Килим    | Харш Манкад      | 6–3, 6–4                |
| Перемога  | 5–4 | Сер 2008 | Нью-Делі, Індія                | Челленджер | Тверде   | Томаш Цакль      | 6–4, 6–4                |
| Поразка   | 5–5 | Жов 2009 | Франція F18, Сен-Дізьє         | Ф'ючерс    | Тверде   | Антоні Дюпюї     | 3–6, 6–4, 4–6           |
| Поразка   | 5–6 | Лис 2009 | США F27, Бірмінгем             | Ф'ючерс    | Ґрунт    | Джеймс Лемкі     | 6–4, 2–6, 5–7           |
| Перемога  | 6–6 | Лис 2009 | США F28, Найсвілл              | Ф'ючерс    | Ґрунт    | Джеймс Лемкі     | 3–6, 6–4, 6–0           |
| Перемога  | 7–6 | Тра 2010 | Рамат-га-Шарон, Ізраїль        | Челленджер | Тверде   | Тьяго Алвес      | 5–7, 7–6(7–5), 6–3      |
| Перемога  | 8–6 | Лис 2010 | Зальцбург, Австрія             | Челленджер | Тверде   | Єжи Янович       | 7–6(7–5), 6–7(2–7), 6–3 |

## Часовий графік результатів
| W | Ф | ПФ | ЧФ | #Р | КТ | К# | DNQ | A | NH |

### Одиночний розряд
| Турніри Великого шлему                 |     |     |     |     |     |       |     |    |
| Відкритий чемпіонат Австралії з тенісу | К1р | К1р | К3р | К1р | К1р | 0 / 0 | 0–0 | –  |
| Відкритий чемпіонат Франції з тенісу   |     |     | К2р | К1р |     | 0 / 0 | 0–0 | –  |
| Вімблдонський турнір                   | К1р | К1р | К1р | 1р  |     | 0 / 1 | 0–1 | 0% |
| Відкритий чемпіонат США з тенісу       |     | К2р | К2р | 1р  |     | 0 / 1 | 0–1 | 0% |
| В-П                                    | 0–0 | 0–0 | 0–0 | 0–2 | 0–0 | 0 / 2 | 0–2 | 0% |